# Waldviertler Sparkasse von 1842
Die Waldviertler Sparkasse von 1842 AG war ein Bankunternehmen mit Sitz in Waidhofen an der Thaya und Mitglied des Kooperations- und Haftungsverbundes der österreichischen Sparkassen und des Österreichischen Sparkassenverbandes. Sie war eine der größten Regionalbanken des oberen Waldviertels.

## Geschichte
Der Bürgermeister Anton Kroppus und der Gastwirt Karl Gratschmayer entwickelten 1842 die Statuten für den Sparkassenverein in Waidhofen. Er wurde am 1. März 1842 als Sparkassa-Vereines der landesfürstlichen Stadt Waidhofen an der Thaya gegründet.
1980 kam es zur Verschmelzung der Sparkasse Waidhofen/Thaya mit der Sparkasse Litschau, die 1872 als Vereinssparkasse Litschau gegründet worden war, unter dem neuen Firmennamen Waldviertler Sparkasse von 1842. Ein Jahr später, 1981, fusionierte die Waldviertler Sparkasse von 1842 mit der Sparkasse Raabs/Thaya, die 1873 entstanden war.
Der Sparkasse wurde als erste ausländische Bank am 20. Juni 1993 durch die Tschechische Nationalbank für die Filialgründung in der gesamten Tschechischen Republik die Vollbankenkonzession erteilt.
Im Jahr 2006 wandelte die Sparkasse ihre Rechtsform in eine Aktiengesellschaft um. 2012 kam es zur Fusion der Waldviertler Sparkasse von 1842 AG, Waidhofen/Thaya, mit der Sparkasse Waldviertel-Mitte Bank AG, Zwettl, zur Waldviertler Sparkasse Bank AG, Zwettl. Der Eintrag ins Firmenbuch erfolgte per 3. September 2012.

## Geschäftsbereich
Das Produkt- und Dienstleistungsangebot erstreckte sich über sämtliche Finanzierungs-, Spar- und Anlageformen für Privatkunden, Kommerzkunden, Freie Berufe und die Öffentliche Hand. 
Ihren Heimmarkt Oberes Waldviertel, Südböhmen, Südmähren und Kreis Hochland betreute die Waldviertler Sparkasse mit 12 Geschäftsstellen (6 in Österreich und 6 in Tschechien).